# Анізотропний магнетоопір
Анізотропний магнетоопір — квантовомеханічний ефект, що полягає в зміні електричного опору феромагнітних дротів у залежності від їх орієнтації відносно зовнішнього магнітного поля.

## Математичне формулювання
Під величиною магнетоопору зазвичай розуміють співвідношення
{\displaystyle \delta _{H}={\frac {\rho (H)-\rho (0)}{\rho (H)}},}
де {\displaystyle \rho (H)} — питомий опір зразка в магнітному полі напруженістю {\displaystyle H}. На практиці також застосовуються альтернативні форми запису, що відрізняються знаком виразу та використовують інтегральне значення опору.

## Теорія
У феромагнітних матеріалах, таких як залізо, кобальт, нікель чи їх сплави, електричний опір залежить від кута між напрямком намагніченості зразка і зовнішнього магнітного поля. Причиною цього є спін-орбітальна взаємодія електронів, що призводить до спін-залежного розсіяння (коефіцієнт розсіяння для спінів співнапрямлених і протинапрямлених по відношенню до намагніченості зразка буде різний). На практиці, питомий опір зразка в нульовому полі {\displaystyle \rho _{0}} досить точно апроксимується залежністю
{\displaystyle \rho _{0}={\frac {1}{3}}\rho _{\parallel }+{\frac {2}{3}}\rho _{\perp },}
де {\displaystyle \rho _{\parallel }} — питомий опір при орієнтації зразка паралельно магнітному полю, а {\displaystyle \rho _{\perp }} — перпендикулярно йому.
Ефект досить слабкий: величина магнетоопору в ньому на практиці не перевищує кількох відсотків.

## Застосування
Використовувався в магнітних сенсорах до відкриття ефекту  гігантського магнетоопору.